# Germknedle
Germknedle su specijalitet češke i bečke kuhinje, a i u bavarskoj su kuhinji dosta raširene i omiljene. Radi se o velikim, s džemom ili pekmezom od šljiva punjenim knedlama od dizanog tijesta (tijesto s kvascem), koje se posipaju mljevenim makom i šećerom u prahu i preliju rastopljenim maslacem ili umakom od vanilije. Germknedle se poslužuju tople. Kuhaju se otprilike 5 minuta u vrućoj vodi ili se pare iznad kipuće vode.

### Recept za Germknedle
- 400-500 g brašna
- 15 g kvasca
- 1/8 l mlijeka
- 1 žlica šećera
- 1/2 žličice soli
- 2 jaja
- 50 g maslaca

Od dijela brašna, kvasca, toplog mlijeka i šećera načiniti kvas (brašno prosijati u posudu u kojoj će se miješati tijesto. U sredini prosijanog brašna načiniti udubinu i u njoj razmrviti kvasac. S mlakom tekućinom i malo brašna pomiješati ga u gustu kašicu). Ostaviti na toplom mjestu da se diže
ca. 20 min.
Brašno i kvas pomiješati, dodati sol, ostatak mlijeka, jaja i rastopljeni maslac. Tijesto snažno mijesiti dok ne postane glatko (dok ne pušta mjehure, postane čvrsto i suho, odvaja se od stijenke posude i na nju se više ne lijepi). Ostaviti ga da se diže na toplom mjestu (ca. 20-30 minuta).
Tijesto premijesiti, podijeliti na 4 komada, raširiti na dlanu i puniti džemom od šljiva, pažljivo spojiti krajeve, spoj okrenuti prema dolje i opet ostaviti da se ca. 20 min. dižu na pobrašnjenoj dasci.
Zakuhati u velikom loncu vodu, posoliti i staviti kuhati knedle najprije 5 minuta poklopljeno, a zatim okrenuti, probušiti ih na par mjesta iglom i kuhati daljnjih 5 minuta otklopljeno.
Staviti na tanjure, preliti otopljenim maslacem ili umakom od vanilije,  posuti mljevenim makom i šećerom u prahu.

## Vanjske poveznice
|  | Zajednički poslužitelj ima još gradiva o temi Germknedle |